# NGC 7317
NGC 7317 ist eine elliptische Galaxie im Sternbild Pegasus, die etwa 300 Millionen Lichtjahre von der Milchstraße entfernt ist. NGC 7317 ist ein Mitglied der Galaxiengruppe Stephans Quintett. Halton Arp gliederte seinen Katalog ungewöhnlicher Galaxien nach rein morphologischen Kriterien in Gruppen. Diese Galaxiengruppe gehört zu der Klasse Gruppen von Galaxien.
Die Galaxie NGC 7317 wurde am 23. September 1876 vom französischen Astronomen Édouard Jean-Marie Stephan entdeckt.